# Taubenteiste

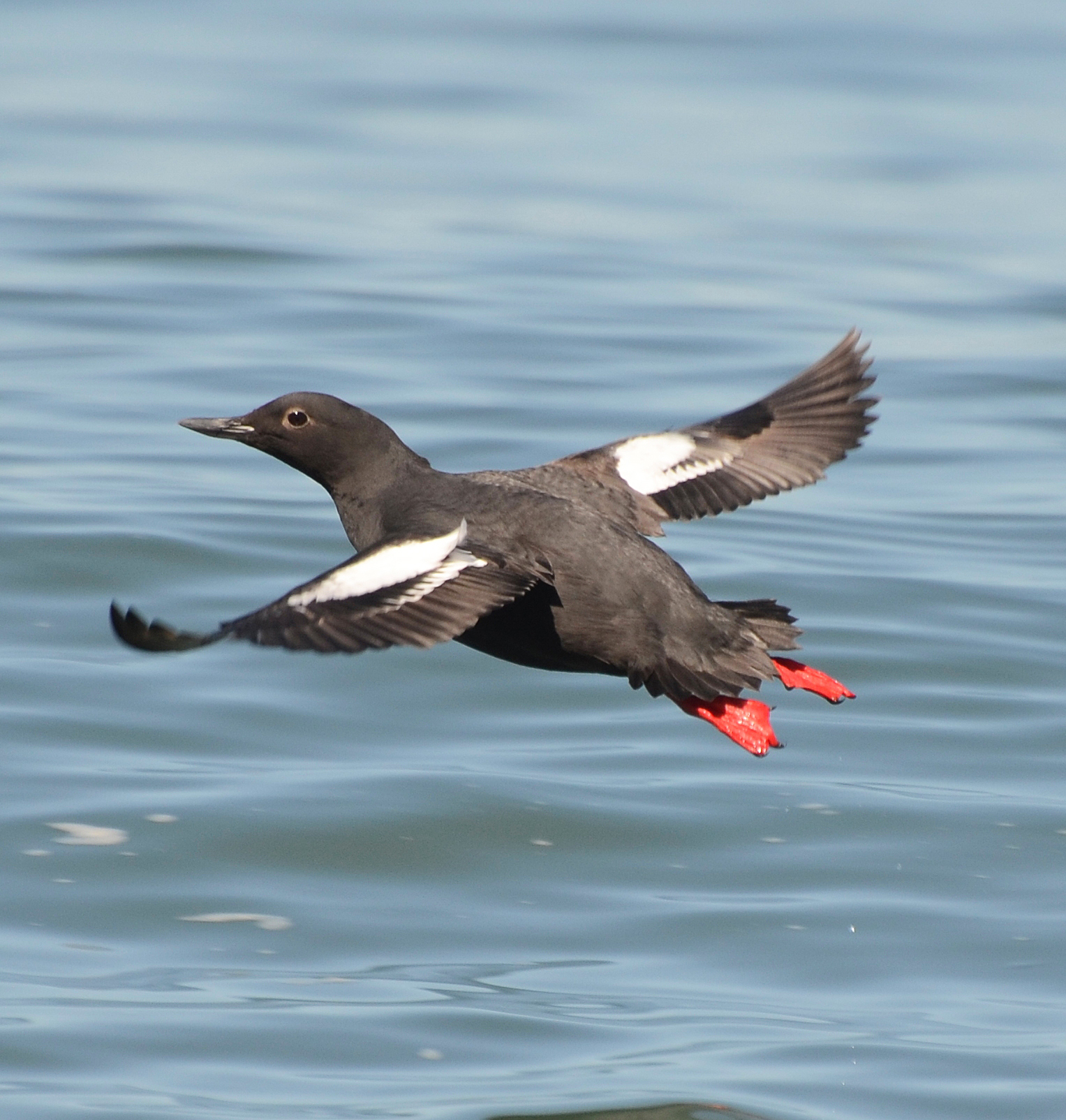
Taubenteiste (Cepphus columba), fliegend

Die Taubenteiste (Cepphus columba) ist eine mittelgroße Art aus der Familie der Alkenvögel, deren Verbreitungsgebiet der Norden des Pazifiks ist. Sie ähnelt stark den anderen Arten der Gattung Cepphus, vor allem der atlantischen Gryllteiste, die allerdings etwas größer ist. In ihrem Verbreitungsgebiet ist die Taubenteiste auf Grund der weißen Flügelflecken und der leuchtend roten Füße einer der am einfachsten zu identifizierenden Seevögel.
Es werden insgesamt fünf Unterarten für diese Art beschrieben, die sich in Körpergröße und -gewicht zum Teil erheblich unterscheiden.

## Erscheinungsbild
Taubenteisten weisen je nach ihrer geographischen Verbreitung erhebliche Unterschiede in Körpergröße und Gewicht auf. Das durchschnittliche Gewicht variiert zwischen 417 und 524 Gramm, wobei die Unterart C. c. snowi die leichteste und C. c. kaiurka die schwerste Unterart ist. Die Flügellänge variiert zwischen 17,9 und 19,7 Zentimeter.
Erwachsene Vögel haben ein schwarzbraunes Gefieder mit einem auffälligen weißen Fleck auf den Flügeln. Der dunkle Schnabel ist dünn und die Beine sowie die Füße sind rot. Im Winter ist die Oberseite grauschwarz gefärbt und die Unterseite weiß. Taubenteisten können gut laufen und haben an Land eine aufrechte Position. Der Schnabel ist lang und schlank, Ober- und Unterschnabel sind fast symmetrisch und dolchähnlich geformt. Die Iris kontrastiert kaum gegenüber dem dunklen Gefieder, bei einigen Individuen ist jedoch ein heller Augenring erkennbar.

## Verbreitungsgebiet
Die Taubenteiste brütet in kleineren Kolonien auf felsigen Inseln und Klippen des nördlichen Pazifiks. Die Vorkommen erstrecken sich von Kamtschatka bis nach Nordamerika und dort entlang der Küste von Alaska bis nach Kalifornien. Im Winter ziehen die Taubenteisten von Alaska zu eisfreien Meereszonen im Süden. Kalifornische Vögel ziehen dagegen nach Norden in das Gebiet von British Columbia. 

## Nahrung

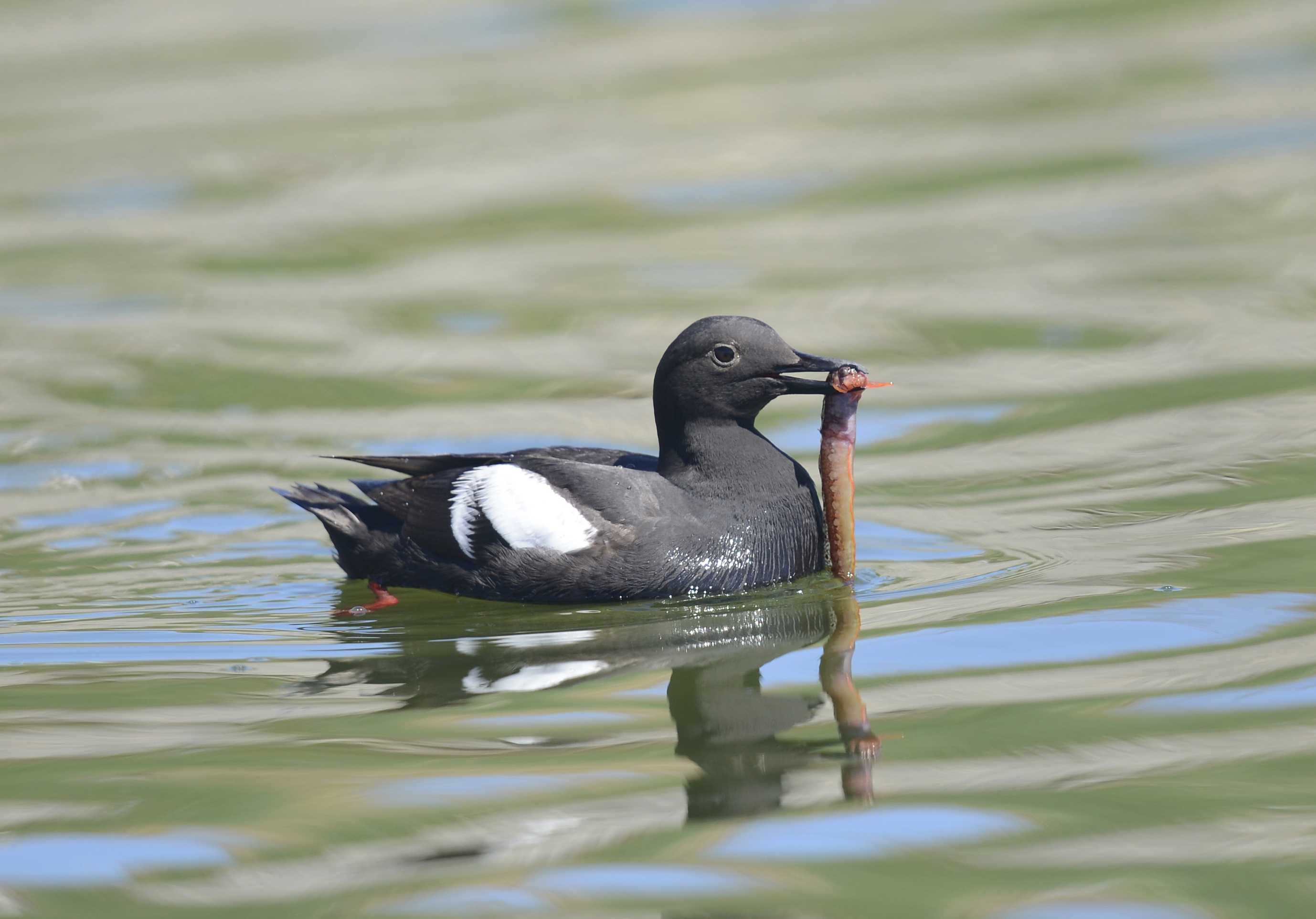
Taubenteiste mit gefangenem Fisch

Taubenteisten suchen ihre Nahrung in der Nähe der Küsten in flachen Gewässerzonen mit einem Bewuchs von Unterwasserpflanzen. Bei ihrer Nahrungssuche halten sie sich ungefähr in einem Umkreis von zehn Kilometern von ihrer Brutkolonie auf.
Bei der Nahrungssuche starten Taubenteisten ihre Tauchgänge von der Wasseroberfläche. Sie bleiben dabei in den oberen Wasserschichten und fangen Fische, Krebstiere und andere Meerestiere. Die maximale, bisher festgestellte Tauchtiefe ist 30 Meter, sie bevorzugen jedoch Gewässer mit einer Tiefe von 10 bis 20 Metern.

## Fortpflanzung

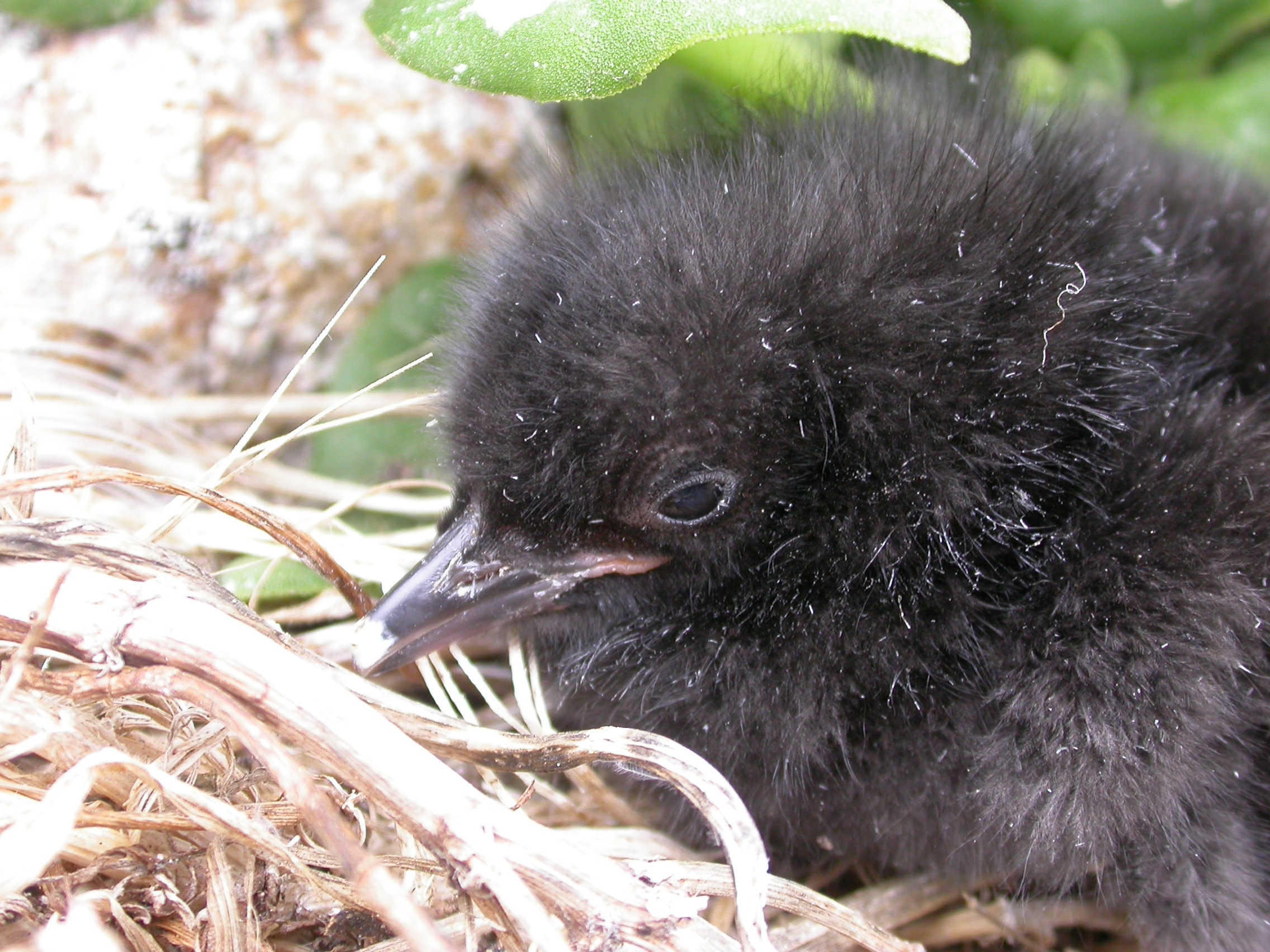
Nestling der Taubenteiste

Wie die anderen Arten der Gattung und im Unterschied zu den meisten anderen Alkenvögeln legt die Taubenteiste zwei Eier. Dies steht vermutlich im Zusammenhang damit, dass die Nahrungssuche in der Nähe der Brutkolonie erfolgt, was ihnen aufgrund kurzer Wege ermöglicht, ausreichend Futter für zwei Nestlinge herbeizuschaffen. Die Brutkolonien finden sich auf Inseln und Landzungen mit einem ausreichenden Angebot an Felsnischen und felsigem Strand sowie in der Nähe befindlichen Flachwasserzonen mit felsigem Bodengrund. Dort wo Raubsäugetiere wie Ratten, Füchse, Minks oder Waschbären vorkommen, finden sich die Brutkolonien nur an unzugänglichen Klippen. Die Taubenteiste ist ein Kolonienbrüter, allerdings sind die Kolonien grundsätzlich sehr klein und umfassen in der Regel ein Dutzend bis zu hundert Brutpaare. Größere Kolonien sind selten. Die Art ist sehr brutplatztreu und nutzt ihre Bruthöhle mehrfach. Damit verbunden ist auch eine hohe Partnertreue.
Als Niststandort werden Felsnischen genutzt, wobei diese in der Regel eine solche Tiefe haben, dass der brütende Vogel von außen nicht mehr sichtbar ist. Die Eier werden in eine flache, mit kleinen Kieseln ausgelegte Mulde auf den Boden gelegt. Taubenteisten graben mitunter aber auch Bruthöhlen oder nutzen Höhlen unter Baumwurzeln oder die verlassenen Baue anderer Seevögel oder Kaninchen. Zu den ungewöhnlicheren Neststandorten der Taubenteiste zählen kleine Höhlungen unter Schiffanlagestellen, Brücken und Schiffswracks. Nester wurden auch bereits in nicht mehr genutzten Gebäuden gefunden. Der Niststandort liegt in der Regel nicht mehr als 30 Meter von der Wasserlinie entfernt. 
Der Beginn der Brutzeit variiert in Abhängigkeit von den jeweiligen Umweltbedingungen um bis zu einem Monat. Gewöhnlich beginnen die Brutvögel in Kalifornien, Oregon und Washington in der ersten Maihälfte mit dem Brutgeschäft. In British Columbia dagegen ist der Legebeginn in der zweiten Maihälfte bis zu Beginn des Juli. Taubenteisten halten sich bereits 40 Tage vor Legebeginn vermehrt in der Kolonie auf. Beide Elternvögel brüten und weisen einen Brutfleck auf, der groß genug ist, um beide Eier zu bedecken. Die beiden Nestlinge schlüpfen gewöhnlich in einem Abstand von einem bis zwei Tagen, ihr Schlupfgewicht beträgt durchschnittlich 43,7 Gramm. Sie werden von jeweils einem Elternvogel ununterbrochen mindestens bis zu ihrem dritten, in der Regel aber bis zu ihrem siebten Lebenstag gehudert. Die Nestlingsnahrung ist von Beginn an Fisch, der von den Nestlingen unzerteilt gefressen wird. Die adulten Vögel bringen jeweils einen einzelnen Fisch zum Nest, den sie meist quer im Schnabel tragen. Die Elternvögel tragen während des Tages pro Stunde und Nest statistisch zwischen 0,7 und 1,9 Fische heran.
Die Nestlingszeit beträgt durchschnittlich 38 Tage und variiert zwischen 30 und 53 Tagen. Die Jungvögel wiegen zwischen 300 und 400 Gramm, wenn sie ihr Nest verlassen. Das Wasser erreichen sie entweder laufend oder flatternd. Es gibt bislang keine Belege, dass die Elternvögel ihren Nachwuchs nach dem Verlassen des Nests weiter betreuen. Im Durchschnitt wird ein Jungvogel pro Brutpaar und Jahr flügge.

## Fressfeinde und Lebensalter
Zu den wesentlichen Fressfeinden zählen Ratten, die Eier und Nestlinge fressen. Der Nordamerikanische Fischotter (Lutra canadensis) sucht regelmäßig einzelne Brutkolonien auf. Zu den Prädatoren zählen außerdem Waschbären und der Große Schwertwal. Westmöwen, Beringmöwen, Virginia-Uhus, Weißkopfseeadler, Wanderfalken und Sundkrähen sind weitere Fressfeinde.
Von 100 ausgewachsenen Taubenteisten sterben pro Jahr 20. Die mittlere erwartete Lebensspanne beträgt sechs Jahre. Der älteste, bisher gefundene Ringvogel hatte ein Alter von 14 Jahren.

## Bestand
Der Bestand an Taubenteisten gilt als stabil, allerdings gibt es nur wenige Daten zur Bestandsentwicklung dieser Art. Der Gesamtbestand brütet in hunderten kleinen Kolonien in einem sehr großen Verbreitungsgebiet, so dass Bestandsaufnahmen schwierig sind und für einige Gebiete vollständig fehlen. An der russischen Küste brüten vermutlich mehrere zehntausend von Taubenteisten. Der Bestand der in Alaska brütenden Taubenteisten wurde vom United States Fish and Wildlife Service im Jahr 1993 auf 200.000 geschätzt. British Columbia weist 10.200, Washington 6.000, Oregon 3.500 und Kalifornien 15.470 Taubenteisten auf. Die größte Brutkolonie befindet sich auf einer der kalifornischen Farallon-Inseln. Zu den Gefährdungsursachen gehört unter anderem die Ölverschmutzung des Meeres, so waren die Taubenteisten beispielsweise vom Unfall des Supertankers „Exxon Valdez“ im Jahre 1989 betroffen. Da Taubenteisten jedoch auf zahlreiche kleine Kolonien verteilt sind, ist die Auswirkung solcher Katastrophen auf den Gesamtbestand nicht sehr hoch. Negative Auswirkungen hat die Einführung von Raubsäugetieren. So wurde beispielsweise auf den Aleuten der Polarfuchs zu Zwecken der Pelzzucht ausgesetzt, der die bodenbrütenden Taubenteisten gefährdet. In British Columbia stellt die Arealausdehnung von Waschbären für diese Art eine Gefahr dar.

## Unterarten
Es werden folgende Unterarten der Taubenteiste unterschieden:
- Cepphus columba eureka Storer, 1950 – Westküste Nordamerikas von Oregon bis Kalifornien
- C. c. adianta Storer, 1950 – Westküste Nordamerikas von Washington bis nach Alaska und den Aleuten
- C. c. kaiurka Portenko, 1937 – Aleuten über die Andreanof Islands, Delarof Islands, Rat Island und Near Islands bis zu den Kommandeurinseln
- C. c. columba Pallas, 1811 – Sibirische Küste der Beringstraße bis zur Südspitze der Kamtschatka-Halbinsel und dem Küstengebiet Alaskas
- C. c. snowi Stejneger, 1897 – kommt auf den Kurilen vor

Die Körpergröße der Unterarten nimmt von Kalifornien bis zu den Aleuten kontinuierlich ab.